# ジョージ・A・スティーブン

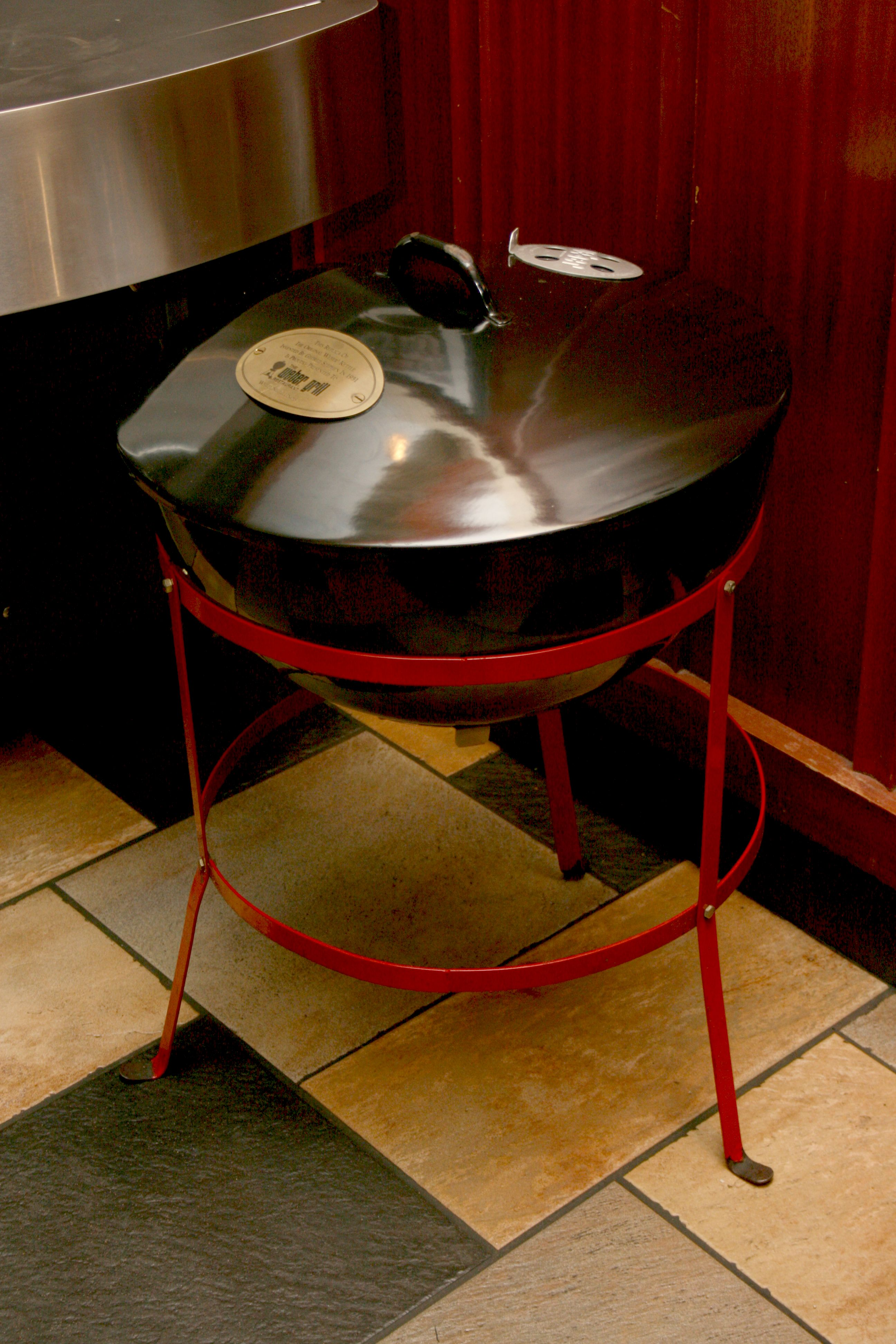
1951年の発明品。

ジョージ・A・スティーブン・シニア（英語: George A. Stephen, Sr.、1921年2月26日 - 1993年2月11日）は、アメリカ合衆国の発明家、実業家。
ウェーバー株式会社の創業者。金属製のブイを切断して、丸いふたの付いたグリルを発明した。1952年に発売したウェーバーケトルグリルを発明したとされる。